# Lacconectus corayi
Lacconectus corayi är en skalbaggsart som beskrevs av Michel Brancucci 1986. Lacconectus corayi ingår i släktet Lacconectus och familjen dykare. Inga underarter finns listade i Catalogue of Life.